# Julia Schmitt
Julia Schmitt (* 27. Februar 1969 in Köln) ist eine deutsche Schauspielerin.

## Leben
Julia Schmitt studierte ab 1989 Theater-, Film- und Fernsehwissenschaften. Ihr Hochschulstudium schloss sie 1995 als M.A. ab. Von Februar 1998 bis Dezember 1998 besuchte sie die Köln Comedy Schule, wo u. a. Thomas Hermanns, John Hudson und Anka Zink ihre Dozenten waren. Außerdem machte sie verschiedene künstlerische Weiterbildungen, u. a. in Camera Acting (bei Julia Beerhold), Schauspiel & Improvisation (bei Arne Feldhusen, Stefan Krohmer und Gerhard Roiss), Gesang, Stimmbildung, Mikrofonsprechen und Synchronsprechen.
Sie machte Improvisationstheater, trat mit Walk Acts auf und war als Moderatorin tätig.
Julia Schmitt spielt regelmäßig auch immer wieder kleinere und mittlere Rollen in verschiedenen Fernsehproduktionen. Sie verkörperte häufig Autoritätspersonen (Rektorin, Jugendamts-Mitarbeiterin, Abteilungsleiterin des Gesundheitsamts oder Stadtverwalterin); sie wurde aber auch mehrfach als Sekretärin und/oder klatschhafte Nachbarin besetzt.
Seit 2011 ist sie in einer durchgehenden Nebenrolle als Wirtin Lydia Aubach, die „gute Seele des Dorflokals“, in der ARD-Fernsehserie Mord mit Aussicht zu sehen. In dem ZDF-Krimi Marie Brand und die Engel des Todes (Erstausstrahlung: Oktober 2013) spielte sie eine Nebenrolle; sie war Frau Gerlach, die Leiterin des Seniorenstifts. In der ZDF-Fernsehserie Herzensbrecher – Vater von vier Söhnen hatte sie in der Folge Ein Quäntchen Trost (Erstausstrahlung: Dezember 2013) eine kleine Nebenrolle als Gemeindemitglied Hermine Külz, die durch ihren Klatsch Gerüchte in die Welt setzt und für Unruhe sorgt. Im April 2015 war sie, neben Annette Frier und Roeland Wiesnekker, in dem Fernsehfilm Die Müttermafia-Patin, der im Rahmen der ZDF-Sonntags-Filmreihe lief, zu sehen. Sie spielte wieder, wie im Auftakt-Film Die Mütter-Mafia (April 2014), die Sekretärin des Rechtsanwalts Anton Alsleben (Roeland Wiesnekker).
In der ZDF-Politcomedy Ellerbeck (2015) hatte sie als feministische Ute, Mitglied der Bürgerinitiative „Mast not be“, die sich einen jungen Liebhaber hält, eine weitere durchgehende Serienrolle. Im Oktober/November 2018 war Schmitt in der ZDF-Serie Die Spezialisten – Im Namen der Opfer in einer Episodenrolle zu sehen; sie spielte Franziska Berlitz, die aus dem Rheinland stammende Inhaberin eines Kölsch-Lokals in Berlin.
Schmitt wirkte auch in zahlreichen Werbespots mit. Sie ist Mitglied im Bundesverband Schauspiel (BFFS) und Mitglied der Deutschen Akademie für Fernsehen. Sie lebt in Köln.

## Filmografie (Auswahl)
- 2000: Rache ist süß! (Fernsehserie; Staffel 1–5)
- 2000: Verbotene Liebe (Fernsehserie)
- 2001–2004: Familie Heinz Becker (Fernsehserie)
- 2003: Alles Atze (Comedy)
- 2010: Der letzte Bulle – Überlebenstraining (Fernsehserie)
- 2011: Pastewka – Die Alarmanlage (Comedy)
- 2011: Nina Undercover – Agentin mit Kids (Fernsehfilm)
- 2011: Der Bulle und das Landei – Babyblues (Fernsehreihe)
- 2011–2014; 2022: Mord mit Aussicht (Fernsehserie)
- 2012: Idiotentest (Fernsehfilm)
- 2012: Geliebtes Kind (Fernsehfilm)
- 2013: Marie Brand und die Engel des Todes (Fernsehfilm)
- 2013: Herzensbrecher – Vater von vier Söhnen – Ein Quäntchen Trost (Fernsehserie)
- 2013: Sekretärinnen – Überleben von 9 bis 5 (Sitcom)
- 2014: Die Mütter-Mafia (Fernsehfilm)
- 2014: Brezeln für den Pott (Fernsehfilm)
- 2015: Danni Lowinski – Dannileaks (Fernsehserie)
- 2015: Der Lehrer – Und ob Sie mich wollen! (Fernsehserie)
- 2015: Bettys Diagnose – Geschiedene Leute (Fernsehserie)
- 2015: Die Müttermafia-Patin (Fernsehfilm)
- 2015: Ellerbeck (Comedy)
- 2015: Club der roten Bänder – Kometen (Fernsehserie)
- 2015: Ein Mord mit Aussicht (Fernsehfilm)
- 2015: Familie verpflichtet (Fernsehfilm)
- 2016: Hotel Heidelberg: Tag für Tag
- 2016: Der letzte Cowboy – Das Mädchen (Fernsehserie)
- 2017: Lindenstraße – Alte Liebe (Fernsehserie)
- 2017: Zwei im falschen Film
- 2018: Die Spezialisten – Im Namen der Opfer – Bon(n) appétit (Fernsehserie)
- 2018: Rentnercops – Alles wird gut (Fernsehserie)
- 2019: Wilsberg – Minus 196° (Fernsehreihe)
- 2019: Die Spur der Mörder (Fernsehfilm)
- 2019: Zu weit weg
- 2020: Exil
- 2020: Dunkelstadt – Masken (Fernsehserie)
- 2020: Deutscher (Fernsehserie)
- 2021: Heldt – Krankenhausreif (Fernsehserie)
- 2021: Merz gegen Merz (Fernsehserie, 2 Folgen)
- 2023: SOKO Köln – Vor die Hunde (Fernsehserie)
- 2023: Plünderich (Spielfilm)
- seit 2024: Für alle Fälle Familie (Fernsehserie)
- 2025: Ganzer halber Bruder (Kinofilm)
- 2025: Sechswochenamt (Kinofilm)